# 12 Wasted Years
12 Wasted Years è un documentario sui primi 12 anni di vita degli Iron Maiden. Include alcuni rari video di esibizioni in live e interviste, che verranno successivamente ripubblicate nel DVD del 2005 The Early Days. Fu originariamente distribuito su VHS e Laser disc. Successivamente, visto anche il buon mercato venutosi a creare attorno alla band, venne stampato in DVD per il mercato messicano e venduto nelle edicole come allegato per una rivista di DVD. Questa versione, anche se mai autorizzato dagli stessi Iron Maiden, è divenuta in poco tempo un rarissimo pezzo per i collezionisti di tutto il mondo.
Nel 2013 è stato rimasterizzato e incluso, in formato DVD, nel secondo disco del live Maiden England '88.

## Tracce
1. Stranger in a Strange Land (video promozionale 1986)
2. Charlotte the Harlot (live 1980)
3. Running Free (live 1980)
4. Women in Uniform (video promozionale 1980)
5. Murders In The Rue Morgue (live 1982)
6. Children of the Damned (live 1982)
7. The Number of the Beast (live 1985)
8. Total Eclipse (live 1982)
9. Iron Maiden (live 1983)
10. Sanctuary (live 1982)
11. The Prisoner (live 1982)
12. 22, Acacia Avenue (live 1983)
13. Wasted Years (live 1986)
14. The Trooper (live 1985)